# 沈黙の宿命
『沈黙の宿命』（ちんもくのしゅくめい、原題: TRUE JUSTICE PART1）は、アメリカの映画作品、スティーヴン・セガール主演の"沈黙シリーズ（TRUE JUSTICE Series）"である。

## キャスト
| 役名                       | 俳優                                           | 日本語吹替 |
| -------------------------- | ---------------------------------------------- | ---------- |
| イライジャ・ケイン         | スティーヴン・セガール                         | 大塚明夫   |
| ジュリエット・ソーンダーズ | ミーガン・オリー                               | 有賀由樹子 |
| ブレット・ラドナー         | ウォーレン・クリスティー                       | 井上剛     |
| アンドレ・メイソン         | ウィリアム・"ビッグ・スリープス"・スチュワート | 丸山壮史   |
| サラ・モンゴメリ           | サラ・リンド                                   | ミルノ純   |
| ニコライ                   | ギル・ベローズ                                 | 板取政明   |
| ヒロ                       | アレックス・マラリ・Jr.                        | 河合みのる |
| グレーヴス                 | エイドリアン・ハフ                             | 里卓哉     |
| ゲイツ                     | カイル・キャシー                               | 村上裕哉   |
| トーマス                   | ベン・コットン                                 | 金子修     |
| クリスタル                 | サラ・ジェーン・レッドモンド                   | 松田京子   |
| スパークス                 | エリザベス・タイ                               | 宮川悠     |
| 少女                       | ティアナ・ワン                                 | 倉康恵     |
| ヤンコ                     | ディアナ・パブロフスカ                         | 臼井貴子   |
| 無線(1)                    |                                                | 加藤亮     |